# Rainfreville
Rainfreville település Franciaországban, Seine-Maritime megyében. Lakosainak száma 74 fő (2022. január 1.). Rainfreville Brachy, Greuville, Lammerville, Royville, Tocqueville-en-Caux és Vénestanville községekkel határos.

## Népesség
A település népessége az elmúlt években az alábbi módon változott:
| Lakosok száma | 85   | 72   | 75   | 69   | 71   | 73   | 75   | 74   | 74   |
|               | 2013 | 2015 | 2016 | 2017 | 2018 | 2019 | 2020 | 2021 | 2022 |